# Шолаја (филм)
Шолаја је југословенски партизански филм из 1955. године у режији Војислава Нановића.

## Радња
Прича о команданту Другог батаљона Трећег крајишког партизанског одреда Сими Шолаји. Батаљон, који је сам Шолаја окупио, зачетник је отпора против усташког режима у рејону Шипова.
Филм говори о устанку српских сељака против окупације и геноцида у Независној Држави Хрватској, те о процесу подјеле устаника на партизане и четнике.

## Улоге
| Глумац                 | Улога                           |
| ---------------------- | ------------------------------- |
| Душан Јанићијевић      | Поручник Краљевске војске       |
| Јанез Врховец          | Командир Проле                  |
| Оливера Марковић       | Сајка                           |
| Миливоје Живановић     | Симо Шолаја                     |
| Раде Марковић          | Капетан Краљевске војске Дренко |
| Рената Улмански        | Шолајина жена                   |
| Слободан Алигрудић     | Муслиман скојевац               |
| Стојан Аранђеловић     | Колеско                         |
| Павле Вујисић          | Бубало                          |
| Слободан Перовић       | Официр Влада                    |
| Михајло Паскаљевић     | Шишко                           |
| Миливоје Поповић Мавид | Официр Тимотије                 |
| Драгослав Радоичић     |                                 |
| Драгутин Бојанић       | Јокан                           |
| Мирослав Митровић      |                                 |
| Радмила Радовановић    |                                 |
| Обрад Недовић          |                                 |
| Бранко Ђорђевић        | Пуковник Краљевске војске       |
| Томо Курузовић         |                                 |
| Јован Ранчић           |                                 |
| Никола Гашић           |                                 |
| Божидар Павићевић      | Стражар                         |
| Света Милутиновић      |                                 |

Комплетна филмска екипа ▼
| Редитељ                   | Војислав Нановић        |                          |
| Сценариста                | Михајло Реновчевић      |                          |
| Композитор                | Крешимир Барановић      |                          |
| Директор фотографије      | Едуард Богданић         |                          |
| Монтажер                  | Маја Лазаров            |                          |
| Монтажер                  | Миланка Нановић         |                          |
| Сценограф                 | Владо Бранковић         | (као Владимир Бранковић) |
| Одсек за шминку           | Иван Лалић              | шминкер                  |
| Менаџер продукције        | Шалим Ресуловић         | директор филма           |
| Менаџер продукције        | Охран Сарачевић         | организатор              |
| Помоћник режије           | Никола Мајдак           | помоћник редитеља        |
| Помоћник режије           | Драгослав Радоичић Бели | помоћник редитеља        |
| Помоћник режије           | Хидајет Рибич           | помоћник редитеља        |
| Одсек за звук             | Живко Пивнички          | тон мајстор              |
| Специјални ефекти         | Душан Живковић          | специјални ефекти        |
| Одсек за камеру и расвету | Зијах Бачвић            | пратилац камере          |
| Одсек за камеру и расвету | Бакир Тановић           | пратилац камере          |
| Одсек за камеру и расвету | Витомир Величковић      | пратилац камере          |
| Одсек за костим           | Рамиза Каламујић        | гардеробер               |
| Музички одсек             | Крешимир Барановић      | диригент                 |
| Музички одсек             | Петар Радосављевић      | музички супервизор       |
| Остала екипа              | Драган Дангубић         | војни консултант         |
| Остала екипа              | Перо Делин              | војни консултант         |
| Остала екипа              | Љубинка Курузовић       | секретар режије          |
| Остала екипа              | Крсто Средановић        | војни консултант         |